# ایستگاه راه‌آهن آکتون جنوبی
ایستگاه راه‌آهن آکتون جنوبی (انگلیسی: South Acton railway station) یک ایستگاه راه‌آهن در لندن، انگلستان است که جزئی از خط شمال متروی زمینی لندن است.
این ایستگاه که در ناحیه آکتون جنوبی قرار دارد در سال ۱۸۸۰ میلادی تأسیس شده‌است.